# تشارلز لامي
تشارلز لامي (بالفرنسية: Charles Lamy)‏ (و. 1857 – 1940 م) هو ممثل، من فرنسا، ولد في ليون، توفي في أورليون، عن عمر يناهز 83 عاماً.

## وصلات خارجية
- تشارلز لامي على موقع IMDb (الإنجليزية)
- تشارلز لامي على موقع ألو سيني (الفرنسية)
- تشارلز لامي على موقع أول موفي (الإنجليزية)
- تشارلز لامي على موقع قاعدة بيانات الأفلام السويدية (السويدية)
- تشارلز لامي على موقع قاعدة بيانات الفيلم (الإنجليزية)
- تشارلز لامي على موقع كينوبويسك (الروسية)